# Точка начала репликации
Точка начала репликации (ориджин репликации, англ. origin of replication) — это фрагмент молекулы нуклеиновой кислоты, с которого начинается её репликация. Структура точки начала репликации (нуклеотидная последовательность) отличается у разных видов, но у всех организмов это АТ-богатая и потому легкоплавкая последовательность. Точка начала репликации и прилегающие к ней фрагменты нуклеиновой кислоты, не отделённые сайтами терминации, составляют единицу репликации — репликон. Репликация ДНК может начинаться от точки начала репликации в одном или двух направлениях.
Хромосомы и плазмиды прокариот содержат одну, реже несколько точек начала репликации ДНК; хромосомы эукариот имеют множество таких точек. Также точки начала репликации РНК обнаружены у РНК-содержащих вирусов, например, у вирусов, содержащих двуцепочечные РНК.
До начала репликации с точкой начала репликации обычно связывается пререпликационный комплекс.

## Количество точек начала репликации в геноме
- Геном вироидов содержит единственную молекулу РНК и, как правило, по две точки начала репликации.
- Геном бактерий чаще всего представлен единственной молекулой ДНК (хромосомой) с единственной точкой начала репликации[3].
- Геном архей, как правило, состоит из единственной кольцевой хромосомы, которая может нести от одной до четырёх точек начала репликации[4][5].
- Геномы эукариот как правило содержат множество точек начала репликации в каждой хромосоме — до ста тысяч в одной клетке человека[6]. Большое количество точек начала репликации помогает ускорить процесс удвоения значительно большего, относительно прокариот, генетического материала. У дрожжей точку начала репликации называют ARS.

Названия генетических локусов, включающих точки начала репликации, обычно содержат буквосочетание ori. В процессе конъюгации репликация по типу катящегося колеса начинается на последовательности oriT F-плазмиды. Митохондриальная ДНК многих организмов содержит две последовательности ori. У человека они называются oriH и oriL для тяжелой и легкой цепи ДНК, соответственно.

## Структура точек начала репликации

### OriCEscherichia coli
Генетический локус, содержащий единственную точку начала репликации хромосомы Escherichia coli (кишечной палочки), получил название oriC. OriC состоит из 245 пар оснований и включает две функциональных области: область специфичного связывания фактора инициации репликации DnaA и область первичного раскручивания спирали ДНК — DUE (англ. DNA unwinding element).

#### Область связывания DnaA
Область связывания DnaA содержит многочисленные 9-членные повторы, которые служат местами посадки DnaA на ДНК. Среди таких повторов выделяют DnaA-боксы, I-сайты и τ-сайты. DnaA-боксы — это фрагменты ДНК с консенсусной последовательностью 5'-TTATNCACA-3'. OriC содержит 5 DnaA-боксов, которые обозначают как R1—R5. Эти боксы отличаются по аффинности к DnaA: R1 и R4 обладают наибольшим сродством к DnaA (Kd=3—9 наномоль) и располагаются по краям области связывания DnaA в oriC. Аффинность DnaA-боксов к DnaA уменьшается в ряду R1=R4>R2>R3=R5.
I-сайты — 9-членные участки ДНК, которые отличаются от консенсусной последовательности DnaA-бокса на 3—4 нуклеотида. τ-сайты — 6-членные последовательности вида 5'-TGATCC-3'. OriC содержит 3 I-сайта и 2 τ-сайта.
DnaA является АТФазой и может существовать в свободном, АТФ- или АДФ-связанном состоянии. R1 и R4 связывают DnaA независимо от его состояния. R2 обладает средней аффинностью к DnaA (по сравнению с R1 и R4), R3, R5 и все I- и τ-сайты — относительно низкой и связывают этот белок преимущественно в АТФ-связанном состоянии. На протяжении большей части клеточного цикла DnaA связан только с тремя наиболее аффинными сайтами: R1, R2 и R4. К остальным он присоединяется только непосредственно перед инициацией репликации в АТФ-связанном состоянии.
Между сайтов связывания DnaA находится по одной области узнавания для гистоноподобных белков E. coli IHF и Fis. Связываясь с ДНК, эти белки изгибают её. IHF присоединяется к oriC незадолго до начала репликации, он стимулирует посадку DnaA на низкоаффинные сайты и инициацию репликации. Предполагают, что белок Fis участвует в координации инициации репликации и клеточного цикла, а также обеспечивает синхронную инициацию на нескольких oriC в быстро делящихся клетках. Известно, что связывание Fis с oriC временно ингибируется непосредственно перед инициацией.

#### Область первичного раскручивания спирали ДНК
Область первичного раскручивания спирали ДНК включает три AT-богатых тринадцатичленных повтора 5'-GATCTNTTNTTTT-3'. DnaA в комплексе с АТФ связывается в этой областью перед инициацией. Связывание DnaA и других белков с oriC, предположительно, вызывает локальное торсионное напряжение в ДНК, которое совместно с отрицательной сверхспирализацией способствует расхождению двух цепей ДНК в области тринадцатичленных повторов. Все три повтора должны быть задействованы для инициации репликации.

#### Сайты метилирования
OriC содержит 11 палиндромных сайтов метилирования 5'-GATC-3'. Метилирование осуществляется ферментом ДНК-аденинметилтрансферазой (Dam) по N6-положению аденина в обеих цепях ДНК. Некоторые из сайтов метилирования перекрываются с участками связывания DnaA. Для инициации репликации необходимо метилирование обеих цепей ДНК. Репликация области oriC приводит к появлению полуметилированных точек начала репликации: дочерняя цепь ДНК остаётся неметилированной в области oriC около 13 минут в отличие от других сайтов 5'-GATC-3' в геноме, которые метилируются в течение полутора минут после репликации. Полуметилированная точка инициации репликации неактивна, таким образом задержка метилирования предотвращает слишком скорую повторную инициацию.